# Кузьминич Ілля Володимирович
Ілля́ Володи́мирович Кузьми́нич — капітан, Міністерство внутрішніх справ України.

## Нагороди
20 червня 2014 року — за особисту мужність і героїзм, виявлені у захисті державного суверенітету та територіальної цілісності України, вірність військовій присязі під час російсько-української війни, відзначений — нагороджений орденом Данила Галицького.